# Shelley (cràter)
Shelley és un cràter d'impacte en el planeta Mercuri de 171 km de diàmetre. Porta el nom del poeta anglès Percy Bysshe Shelley (1792-1822), i el seu nom va ser aprovat per la Unió Astronòmica Internacional el 1979.